# ズレンロット
ズレンロット(Dürrenroth)は、スイス、ベルン州トラハゼルヴァルト郡に属する基礎自治体である。